# Nambitha Mpumlwana
Nambitha Mpumlwana (Mthatha, 12 de fevereiro de 1967) é uma atriz, apresentadora, produtora e sobrinha sul-africana de Loyiso Mpumlwana. Ela é conhecida por seu papel como Mawande Memela na novela da SABC 1, Generations. Ela também foi escalada para Ashes to Ashes da e.tv como Mandlakazi e também atuou no filme sulafricano Tsotsi.

## Carreira
A carreira de Mpumlwana começou como apresentadora da SABC antes de ingressar no programa de vida selvagem da SABC 2 50/50 como apresentadora. Ela também apresentou os shows Lebone e Practical Parenting, ambos da da SABC 2, bem como o show Money, da SABC3. Ela apareceu em vários filmes, como Tsotsi, Red Dust e Country Of My Skull . Ela ganhou reconhecimento quando se juntou à popular novela, Generations, em 2011, pela SABC 1, interpretando o papel de Mawande Memela que é mãe de dois filhos e uma mulher de negócios que passa por questões familiares e é envenenada por sua filha. Ela também teve um papel na novela 7de laan.

## Prêmios e indicações
Ela ganhou o Golden Horn Award por seu papel de Pearl Lusipho na série The Lab.

## Filmografia

### Filmes
| ano  | Título                   | Função | Notas |
| ---- | ------------------------ | ------ | ----- |
| 1993 | Tama Ba? Tama Na!        |        |       |
| 2003 | Amor Sem Fronteiras      |        |       |
| 2004 | Sombras do Passado       |        |       |
| 2004 | Um Amor em África        |        |       |
| 2005 | Tsotsi                   |        |       |
|      | Land of a Thousand Hills |        |       |
|      | Crazy Joe's Coco         |        |       |

### Televisão
| Ano  | Título             | Função            | Notas |
| ---- | ------------------ | ----------------- | ----- |
| 2009 | 7 de Laan          | Zandile           |       |
| 2015 | Ashes to Ashes     | Mandlakazi Namane |       |
|      | Diamond Hunters    | Dara              |       |
|      | Generations        | Mawande Memela    |       |
|      | Interrogation Room | Capitão Thandiswa |       |
|      | Isidingo           | nancy             |       |
|      | Out Of The Box     | lebo              |       |
|      | Shado's            | Shado             |       |
|      | Sokhulu & Partners | Thumi Sibisi      |       |
|      | The Lab            | Pérola Lusipho    |       |
|      | Yizo Yizo          | Graça Letsatsi    |       |